# Grant Jerrett
Grant Alexander Jerrett (ur. 8 lipca 1993 w Costa Mesa) – amerykański koszykarz, występujący na pozycji silnego skrzydłowego, aktualnie zawodnik Ratiopharmu Ulm.
W 2012 wystąpił w meczu gwiazd amerykańskich szkół średnich - McDonald’s All-American.

## Osiągnięcia
Stan na 20 stycznia 2020, na podstawie, o ile nie zaznaczono inaczej.
Drużynowe
- Zdobywca Pucharu Bośni i Hercegowiny (2019)

Indywidualne
- Zaliczony do:
  - II składu debiutantów NBA D-League (2014)
  - składu honorable mention letniej ligi NBA w Orlando (2013)